# Adrian Năstase
Adrian Năstase (født 22. juni 1950) er en rumænsk politiker der var landets premierminister i 2000-04.
Năstase var udenrigsminister i 1990-92. Han var præsidentkandidat i 2004 men tabte til Traian Băsescu.